# Едуардо Медіка
Едуардо Медіка (ісп. Eduardo Medica; нар. 10 лютого 1976) — колишній аргентинський тенісист.
Найвищу одиночну позицію світового рейтингу — 109 місце досяг 26 квітня 1999, парну — 204 місце — 11 травня 1998 року.

## Титули на челленджерах

### Одиночний розряд: (1)
| Ранг | Рік  | Турнір              | Покриття | Суперник      | Рахунок  |
| ---- | ---- | ------------------- | -------- | ------------- | -------- |
| 1.   | 1998 | Монтевідео, Уругвай | Ґрунт    | Крістіан Рууд | 6–4, 6–4 |

### Парний розряд: (1)
| Ранг | Рік  | Турнір                 | Покриття | Партнер        | Суперники                      | Рахунок  |
| ---- | ---- | ---------------------- | -------- | -------------- | ------------------------------ | -------- |
| 1.   | 1997 | Калі (місто), Колумбія | Ґрунт    | Маріано Пуерта | Бернардо Мартінес Марко Осоріо | 7–6, 7–5 |